# Liturgia da palavra
Liturgia da palavra é, na liturgia da Igreja Católica, o momento da celebração litúrgica na igreja em que se proclama, escuta e reflete as escrituras sagradas no cristianismo, através da leitura de um ou mais versículos da Bíblia.

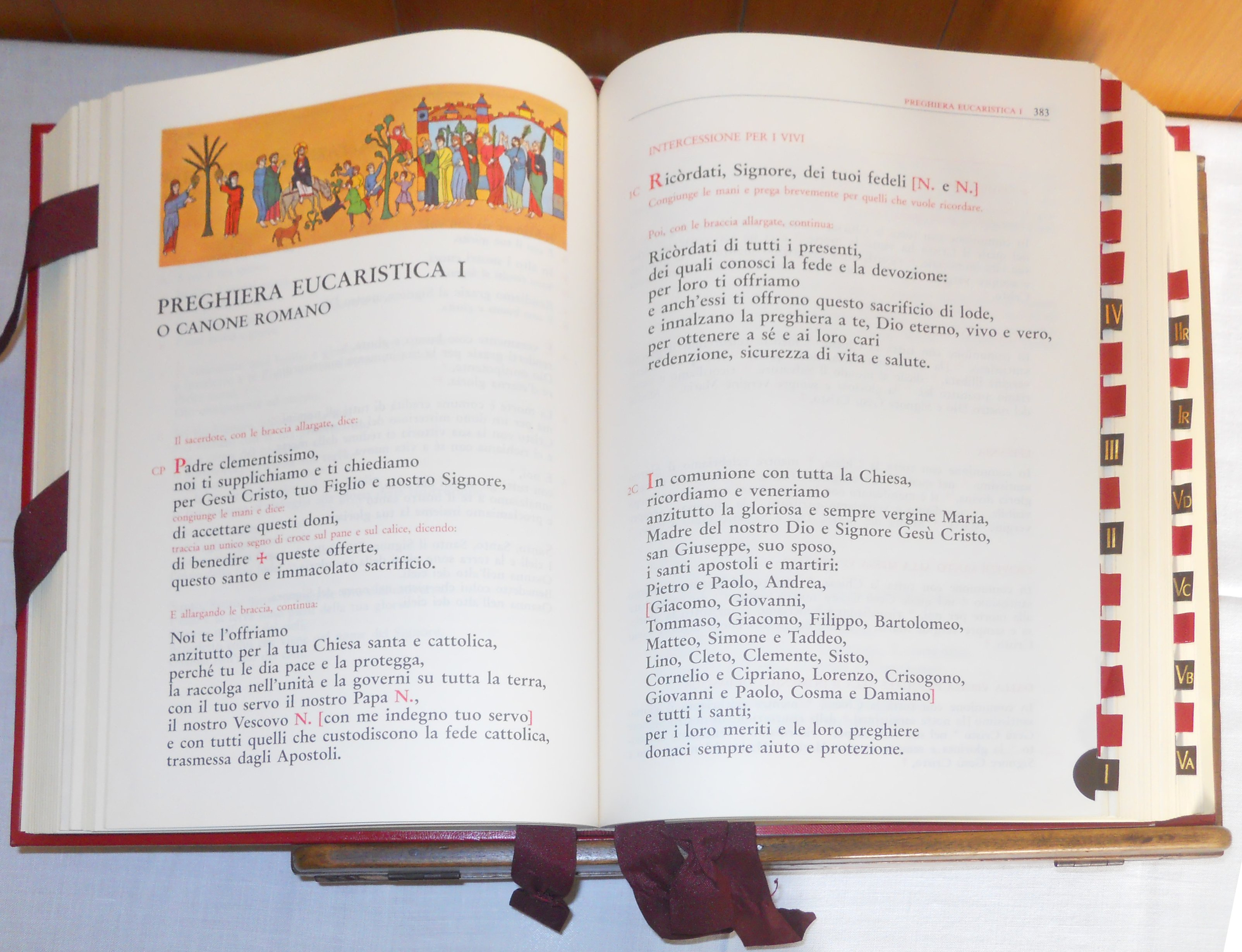
Missal Romano, utilizado nas celebrações, em seu teor consta as leituras e as orações do rito católico.

A Igreja Católica considera que a proclamação e escuta da Palavra é parte essencial de qualquer celebração litúrgica, por isso o rito de qualquer celebração prevê uma liturgia da Palavra, ainda que simplificada. Na verdade, para a Igreja, a proclamação da Palavra é um dos elementos litúrgicos em que Cristo está presente na liturgia. Na liturgia, Cristo "está presente na sua palavra, pois é Ele que fala ao ser lida na Igreja a Sagrada Escritura".
A valorização da liturgia da palavra foi um dos eixos da reforma litúrgica ordenada pelo Concílio Vaticano II, e executada pelo Papa Paulo VI. Os padres conciliares, deveras, consideraram que "é enorme a importância da Sagrada Escritura na celebração da Liturgia. (…) Para promover a reforma, o progresso e adaptação da sagrada Liturgia, é necessário, por conseguinte, desenvolver aquele amor suave e vivo da Sagrada Escritura de que dá testemunho a venerável tradição dos ritos tanto orientais como ocidentais." Nesta base, o mesmo Concílio, para dar justa expressão à importância da palavra de Deus nas celebrações, pede que "seja mais abundante, variada e bem adaptada a leitura da Sagrada Escritura nas celebrações litúrgicas".
Deste modo, a reforma litúrgica subsequente procurou proceder à valorização pretendida pelo Concílio:
- Propôs a escuta da palavra em todas as celebrações, mesmo as mais simples.
- Tornou mais abundante a quantidade de textos bíblicos a proclamar em cada celebração.
- consagrou a possibilidade de proclamação dos textos bíblicos em língua vernácula, de modo a serem entendidos por todos, e assim ser mais facilmente alcançada a sua finalidade.

## Ao longo da História
Na celebração da Eucaristia, a liturgia da palavra constitui a primeira parte da celebração desde as origens do culto cristão. Já São Justino, em meados do século II, refere que nas celebrações, antes da fração do pão, se liam "os escritos dos profetas e as memórias dos apóstolos". O lugar que na celebração eucarística tinha a palavra de Deus é testemunhado por todos os padres da Igreja ao longo dos séculos seguintes.
No entanto, a manutenção dos textos bíblicos da liturgia em latim, mesmo quando este deixou de ser a língua falada e entendida por todos, acarretou um progressivo distanciamento entre o povo cristão e os textos bíblicos, cuja leitura e compreensão se tornaram praticamente exclusivas dos clérigos
A polémica surgida com a Reforma, em que os protestantes defendiam o livre exame da Bíblia, contra a Igreja Católica, que afirmava que a sua legítima interpretação pertencia à Igreja enquanto comunidade, sob orientação da hierarquia, veio dificultar ainda mais o acesso dos católicos à leitura e compreensão da Bíblia. Na verdade, grande parte dos responsáveis da Igreja via com maus olhos a difusão de traduções da Bíblia que, na sua opinião, vinha facilitar as erróneas doutrinas do livre exame.
No entanto, a Igreja Católica nunca deixou de recomendar aos pastores que explicassem os textos bíblicos aos fiéis, para que os conhecessem e compreendessem devidamente, mesmo não lhes tendo acesso directo.
No entanto, cada vez parecia mais urgente uma valorização da liturgia da palavra nas celebrações, que não se resumisse a um mero acto ritual dos ministros, mas que fosse um momento realmente participativo e celebrativo para todos os fiéis. Isto foi reivindicado pela renovação litúrgica do século XX, sobretudo pelo Movimento litúrgico, que pedia, entre outras coisas, que as leituras pudessem ser proclamadas na língua dos fiéis. Tal desejo surgiu em grande número de comunidades, de modo que este foi um pedido expresso por grande número de bispos no Concílio Vaticano II que, como se viu, deu resposta a tais anseios.

## Celebração da Eucaristia
Na Missa, a liturgia da palavra ocupa sempre a primeira parte da celebração, antes da liturgia eucarística, sem que no entanto se possa falar de dois momentos de culto diferentes: "estão tão intimamente ligadas entre si as duas partes de que se compõe, de algum modo, a missa — a liturgia da palavra e a liturgia eucarística — que formam um só acto de culto". Esses dois momentos são comparados a duas mesas, a da palavra e a da Ceia, sendo que a primeira prepara a segunda.
No seguimento das disposições gerais sobre o lugar da Palavra na liturgia, o Concílio Vaticano II ordenou que "se prepare para os fiéis, com maior abundância, a mesa da Palavra de Deus: abram-se mais largamente os tesouros da Bíblia, de modo que, dentro de um período de tempo estabelecido, sejam lidas ao povo as partes mais importantes da Sagrada Escritura."

### Elementos da liturgia da palavra na Missa
"A parte principal da liturgia da palavra é constituída pelas leituras da Sagrada Escritura com os cânticos intercalares. São seu desenvolvimento e conclusão a homilia, a profissão de fé e a oração universal ou oração dos fiéis."

#### Evangelho
Na liturgia da Missa, "a leitura do Evangelho constitui o ponto culminante da liturgia da palavra", pelo que "deve ser-lhe atribuída a maior veneração". Tal veneração é expressa "distinguindo esta leitura das outras com honras especiais, quer por parte do ministro encarregado de a anunciar e pela bênção e oração com que se prepara para o fazer, quer por parte dos fiéis que, com as suas aclamações, reconhecem e confessam que é Cristo presente no meio deles quem lhes fala, e, por isso, escutam a leitura de pé; quer ainda pelos sinais de veneração ao próprio Evangeliário."

#### Leituras
Antes do evangelho são proclamadas outras leituras bíblicas, em número variável, tanto do Antigo como do Novo Testamento. Tais leituras correspondem ao desejo de abrir aos fiéis os tesouros da Sagrada Escritura e propõem-se a ilustrar "a unidade de ambos os Testamentos e da história da salvação".
Enquanto se proclamam as leituras e o salmo responsorial, todos escutam sentados.

#### Salmo responsorial
"A primeira leitura é seguida do salmo responsorial, que é parte integrante da liturgia da palavra e tem, por si mesmo, grande importância litúrgica e pastoral, pois favorece a meditação da Palavra de Deus." Trata-se dum texto bíblico poético, em forma de oração, geralmente retirado do livro dos Salmos. Pode ser proclamado de várias formas, mas a mais comum, e também mais recomendada, é aquela em que um salmista canta uma estrofe de cada vez, intercaladas por um refrão cantado por todos.

#### Aclamação do Evangelho
É mais um sinal de veneração pelo Evangelho, cuja leitura é precedida por uma aclamação cantada por todos. É constituído pelo refrão Aleluia, dito por todos, e um versículo. Na Quaresma, o refrão Aleluia é substituído por outro texto.
No entanto, se não for cantada, pode omitir-se.

#### Homilia
Segue-se à leitura do Evangelho, e é uma "explanação de algum aspecto das leituras da Sagrada Escritura ou de algum texto do Ordinário ou do Próprio da Missa do dia", proferida pelo presidente da celebração ou por outro sacerdote ou diácono. É parte integrante da Missa, destinada a fazer compreender melhor a todos as leituras do dia e o mistério que se celebra, pelo que é obrigatória aos domingos e festas de preceito e recomendada nos outros dias.

#### Profissão de fé
Depois da homilia, todos se levantam e, aos domingos e solenidades, fazem a profissão de fé, constituída pela proclamação do Credo por todos.
Este gesto "tem como finalidade permitir que todo o povo reunido, responda à palavra de Deus anunciada nas leituras da sagrada Escritura e exposta na homilia, e que, proclamando a regra da fé, segundo a fórmula aprovada para o uso litúrgico, recorde e professe os grandes mistérios da fé, antes de começarem a ser celebrados na Eucaristia."

#### Oração dos fiéis
A liturgia da palavra termina com a oração dos fiéis na qual "o povo responde, de algum modo à palavra de Deus recebida na fé e, exercendo a função do seu sacerdócio baptismal, apresenta preces a Deus pela salvação de todos." Constituída por uma série de súplicas a Deus proclamadas pelo diácono ou, na sua falta, por um leitor, a que todos respondem, é recomendada em todas as missas com participação do povo.

### Estrutura da liturgia da palavra na missa
A estrutura da liturgia da palavra, com estes diversos elementos, apresenta algumas diferenças conforme o dia litúrgico celebrado.

#### Domingos e solenidades
- 1.ª leitura: do Antigo Testamento ou, raramente, do Apocalipse. No Tempo pascal, é retirada dos Actos dos Apóstolos.
- Salmo responsorial.
- 2.ª leitura: do Novo Testamento (Epístolas ou Apocalipse).
- Aclamação do Evangelho.
- Evangelho.
- Homilia.
- Profissão de fé.
- Oração dos fiéis.

#### Restantes dias
É uma forma abreviada da anterior
- Leitura, tirada do Antigo ou do Novo Testamento (no Tempo pascal, sempre dos Actos dos Apóstolos).
- Salmo responsorial.
- Aclamação do Evangelho.
- Evangelho.
- Homilia (facultativa).
- Oração dos fiéis.

#### Celebrações especiais
Há, no entanto, algumas celebrações que fogem a qualquer um destes dois esquemas. O caso mais notável é o da Vigília pascal. Nesta celebração a liturgia da palavra é mais longa e solene. Baseia-se no seguinte esquema:
- Leitura.
- Salmo responsorial.
- Oração colecta.

Este esquema é repetido sucessivamente para um número variável de leituras do Antigo Testamento, que pode ir normalmente de três a sete.
De seguida, prossegue deste modo:
- Glória a Deus nas alturas (que nos outros dias é inserido nos ritos iniciais).
- Leitura da Epístola.
- Salmo aleluiático (cujo refrão é Aleluia, pelo que serve já de aclamação ao Evangelho).
- Evangelho.

### Ministérios na liturgia da palavra
A liturgia da palavra exige a contribuição de vários ministérios litúrgicos.
O Evangelho é proclamado pelo diácono ou, na sua falta, por um presbítero ou bispo presente. Se, porém, não estiver presente o diácono nem outro sacerdote, lê o Evangelho o próprio presidente da celebração.
"Segundo a tradição, a função de proferir as leituras não é presidencial, mas sim ministerial. Por isso as leituras são proclamadas por um leitor." A função de proclamar as leituras pertence ao leitor instituído. Caso não haja leitores instituídos, pode fazê-lo qualquer leigo idóneo. Em todo o caso, quando não esteja presente mais ninguém que possa proclamar a leitura, ela deve ser feita por um sacerdote ou diácono, ou pelo próprio presidente da celebração.
O salmo responsorial é cantado pelo salmista. No caso de ser recitado, é-o por qualquer leitor.
A homilia pode ser proferida apenas pelos ministros ordenados, excluindo-se os leigos dessa função.
Compete ao diácono enunciar as intenções da oração dos fiéis mas, quando não houver diácono, essa função deve ser efectuada por um leigo idôneo.